# Черепанов, Алексей Андреевич
Алексе́й Андре́евич Черепа́нов (15 января 1989, с. Озёрки, Тальменский район, Алтайский край, СССР — 13 октября 2008, Чехов, Московская область, Россия) — российский хоккеист, правый нападающий. Чемпион мира 2007 года в составе юниорской сборной России. Бронзовый призёр чемпионата России. В честь него назван трофей — приз лучшему новичку сезона Континентальной хоккейной лиги (КХЛ).

## Карьера

### Ранние годы и «Авангард»
Черепанов являлся воспитанником барнаульского хоккея. В детстве Алексей помимо хоккея занимался и футболом. Однако он выбрал хоккей, и его отцу приходилось отвозить сына в Барнаул (50 км от села), чтобы он мог тренироваться. Нападающий тренировался в команде «Мотор». В 12 лет хоккеист уехал в Омск, после того как на одном из детских турниров, проводимых в Барнауле, Алексея приметил тренер «Авангарда» Игорь Семёнов.
В 2005 году Алексей сыграл 5 матчей в составе «Омских Ястребов» — фарм-клуба «Авангарда». В 2006 году нападающий дебютировал в составе основной команды. Первую шайбу за «Авангард» Алексей забросил 4 октября 2006 года в Омске против новокузнецкого «Металлурга». 17 марта 2007 года Черепанов побил рекорд по количеству голов, забитых новичком чемпионатов России в одном сезоне — 17 шайб (ранее рекорд принадлежал Павлу Буре).
В плей-офф хоккеист продолжил успешное выступление и по итогам розыгрыша вместе с командой завоевал бронзовые медали. 5 ноября 2007 года Черепанов был объявлен лучшим новичком сезона 2006/07. Черепанов считался одним из самых талантливых хоккеистов страны. На Драфте НХЛ 2007 года Алексей был выбран в первом раунде под общим 17-м номером клубом «Нью-Йорк Рейнджерс», став лучшим из россиян.
В последующие сезоны Черепанов оставался одним из основных игроков «Авангарда». Всего за три года выступлений в составе омского клуба Алексей провёл 106 матчей, в которых забросил 38 шайб и сделал 29 результативных передач.

### Международная карьера
Выступать за юношескую сборную России Алексей начал ещё в 2005 году, когда принимал участие в международных турнирах для игроков не старше 16 лет. В декабре 2006 — январе 2007 Черепанов выступал за молодёжную сборную на МЧМ-2007. Турнир для игрока сложился удачно: помимо выигранной вместе с командой серебряной медали, Черепанов стал лучшим снайпером и нападающим чемпионата, а также был включён в Сборную всех звёзд.
В том же году Черепанов выступил и на юниорском чемпионате мира. На этом первенстве мира Алексею вместе со сборной удалось завоевать золотые медали. В августе 2007 года нападающему предстояло принять участие в Суперсерии 2007. В этом соревновании Черепанову толком сыграть не удалось: уже во втором матче Суперсерии, сын главного тренера канадцев — Брэндон Саттер — устроил Алексею сотрясение мозга.
Эта тяжелая травма не помешала Черепанову выступать как за «Авангард», так и на международной арене. В 2008 году он вновь принял участие на молодёжном чемпионате мира. На сей раз вместе со сборной России Алексей завоевал бронзовые медали. В день своей смерти, 13 октября 2008 года, Алексей Черепанов был включён в расширенный список кандидатов в сборную России на первый этап Евротура — Кубок Карьяла.

## Смерть
В понедельник 13 октября 2008 года во время матча КХЛ в подмосковном Чехове в Ледовом хоккейном центре «Витязь» между «Витязем» и «Авангардом» у Черепанова за три минуты до финальной сирены остановилось сердце. Игрок доехал до скамейки запасных и упал на лавку. Пока ехала вызванная бригада скорой помощи, игрока пытались спасти своими силами. Вызванная скорая ехала долго, а когда всё-таки приехала, оказалось, что у медицинских работников нет с собой рабочего дефибриллятора. В машине Алексею делали массаж сердца и давали сильнодействующие лекарства, но ничего не помогало. Игрока увезли в больницу, где Алексей скончался от сердечного приступа.
По заявлением от представителей клуба «Авангард», Черепанов никогда не жаловался на сердце, перед игрой он был здоров. Однако, по словам судмедэкспертов, у хоккеиста была ишемическая болезнь сердца. В прокуратуре Московской области сразу сообщили, что проведут проверку по факту смерти Алексея Черепанова.
Соболезнования в связи со смертью Алексея Черепанова выразили все клубы КХЛ, Ассоциация игроков Национальной хоккейной лиги. «Нью-Йорк Рейнджерс» и лично генеральный менеджер клуба Глен Сатер также выразили соболезнования. Свой следующий матч «Нью-Йорк Рейнджерс», проводимый в «Мэдисон-сквер-гарден» против «Нью-Джерси Девилз», начинал с минуты молчания в честь Алексея Черепанова.
15 октября 2008 года в Омске прошли похороны Алексея Черепанова. Церемония прощания прошла в помещении домашней арены «Авангарда» — «Арена-Омск». Проститься с хоккеистом пришли более 60 тысяч человек. Одним из тех, кто нёс гроб с хоккеистом, стал Яромир Ягр, который не мог сдержать горя. Хоккеист был похоронен на Старо-Северном кладбище города.

## Заключение экспертизы
По результатам судебно-медицинской экспертизы было отмечено, что нападающий страдал хроническим миокардитом — заболеванием сердца, несовместимым со спортом. В крови Черепанова также был обнаружен кордиамин — препарат, применяемый для лечения заболеваний сердечно-сосудистой и дыхательной систем, но запрещённый Всемирным антидопинговым агентством.
Президент КХЛ Александр Медведев заявил: «Кордиамин хоть и относится к категории допинга, однако применялся спортсменом для лечения сердечно-сосудистого заболевания». По утверждению управляющего директора КХЛ Владимира Шалаева, сердце хоккеиста весило около 495 граммов при норме в 290.

## Память
Хоккейный клуб «Авангард» увековечил номер Алексея Черепанова. Свитер с номером «7», под которым выступал Черепанов, был поднят под своды «Арены-Омск» 20 октября перед матчем КХЛ между «Авангардом» и минским «Динамо». В честь Алексея Черепанова назван приз «Лучшему новичку сезона КХЛ».
Ряд турниров были названы в честь Алексея Черепанова. Так, в августе перед началом каждого сезона Молодёжной хоккейной лиги проводится ежегодный официальный хоккейный турнир, получивший название «Cherepanov Cup».
В память об Алексее Черепанове будет названа улица в его родном селе Озерки Тальменского района Алтайского края. По решению земляков Алексея, именем хоккеиста назовут одну из улиц будущего микрорайона с жильём для молодых семей.
В честь Алексея Черепанова была названа звезда 13-й величины в созвездии Возничего. Она получила имя «Звёздочка Чери» по одному из прозвищ хоккеиста. Сертификат звезды был помещён в музей имени Алексея Черепанова, который расположен на первом этаже «Арены-Омск».
13 октября 2022 года под своды G-Drive Арены был поднят баннер с фамилией Черепанова и его игровым номером 7.

## Статистика
| Легенда | Легенда                    | Легенда | Легенда                   | Легенда | Легенда    |
| ------- | -------------------------- | ------- | ------------------------- | ------- | ---------- |
| И       | Количество проведённых игр | Штр     | Штрафное время            | +/−     | Плюс-минус |
| Г       | Голы                       | П       | Голевые передачи          | О       | Очки       |
| -       | Статистика неизвестна      | —       | Статистика не учитывалась |         |            |

### Международная
- Статистика приведена по данным сайтов Eurohockey.com и Eliteprospects.com.

## Достижения
| Год  | Команда         | Достижение                                    | Достижение |
| ---- | --------------- | --------------------------------------------- | ---------- |
| 2006 | Россия (юниор.) | Бронзовый призёр Мемориала Ивана Глинки       |            |
| 2007 | Россия (мол.)   | Серебряный призёр молодёжного чемпионата мира |            |
| 2007 | Россия (юниор.) | Победитель юниорского чемпионата мира         |            |
| 2007 | Авангард        | Бронзовый призёр чемпионата России            |            |
| 2008 | Россия (мол.)   | Бронзовый призёр молодёжного чемпионата мира  |            |

| Год  | Команда         | Достижение                                                 | Достижение |
| ---- | --------------- | ---------------------------------------------------------- | ---------- |
| 2007 | Россия (мол.)   | Лучший снайпер молодёжного чемпионата мира                 |            |
| 2007 | Россия (мол.)   | Лучший нападающий молодёжного чемпионата мира              |            |
| 2007 | Россия (мол.)   | Попадание в Сборную всех звёзд молодёжного чемпионата мира |            |
| 2007 | Россия (юниор.) | Попадание в Сборную всех звёзд юниорского чемпионата мира  |            |
| 2007 | Авангард        | Обладатель приза «Лучший новичок сезона»                   |            |

- Список достижений приведён по данным сайта Eliteprospects.com и RussianHockeyStyle.ru.